# Faurelina elongata
Faurelina elongata är en svampart som först beskrevs av Udagawa & Furuya, och fick sitt nu gällande namn av Furuya 1978. Faurelina elongata ingår i släktet Faurelina och familjen Chadefaudiellaceae.   Inga underarter finns listade i Catalogue of Life.